# 江戸切子

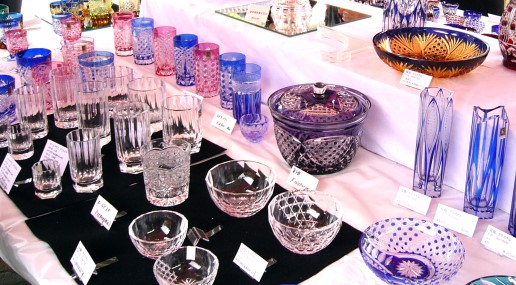
様々なカットが施された江戸切子

江戸切子（えどきりこ）とは江戸時代末期から江戸、東京都において生産されているガラス細工である

## 江戸切子の特徴
江戸時代後期に生産された江戸切子は、透明な鉛ガラス（透きガラス）に鑢や金棒と金剛砂によって切子細工をし、木の棒等を用いて磨き行った手作業による手摺り工程による細工によって制作されたと言われる。
当時の薩摩切子が厚い色ガラスを重ねた色被せ（いろきせ）ガラスも用いていたこと、ホイールを用いた深いカットと大胆な形であることとは大きな違いがある。
明治期以後は薩摩切子の消滅による職人と技法の移転や海外からの技術導入により、江戸においても色被せガラスの技法・素材も用いられるようになる。色ガラスの層は薄く鮮やかなのが特徴。加工方法も、文様を受け継ぎつつ手摺りからホイールを用いたものへ移行していく。
江戸切子の文様としては、矢来・菊・麻の葉文様など着物にも見られる身近な和の文様を繊細に切子をしているのも特徴である。
現在は、当初からの素材であるクリスタルガラス等の透きガラスよりも色被せガラスを素材に用いたものが切子らしいイメージとして捉えられており、多く生産されている。

## 歴史
1834年（天保5年）に江戸大伝馬町のビードロ屋、加賀屋久兵衛（通称：加賀久）が金剛砂を用いてガラスの表面に彫刻で模様を施したのが始まりと言われている。加賀久は日本橋通油町の硝子・眼鏡問屋・加賀屋（通称：加賀吉）から暖簾分けし、切子も始めたとされる。ただし、江戸時代に使われていた道具や製作方法を記した文献はほとんど残っていない。
1873年（明治6年）、明治政府の殖産興業政策の一環として日本初の硝子工場、品川興業社硝子製造所が開設され日本での近代的な硝子生産の試みが始まった。興業社は三条実美，村井三四郎，丹羽正庸が品川宿東海寺裏に設立したガラス工場で、1876年に工部省が買上げて「品川硝子製作所」と改称した。
1881年（明治14年）当時最先端の技術を持ったイギリスからお雇い外国人としてカットグラス技師・エマヌエル・ホープトマンを招聘し、数名の日本人が師事した。これにより、現代に連なる伝統的技法が確立された。
大正期から昭和初期（開戦前）にかけての大正文化・モダニズムの時代に、工芸ガラスと言えばカットグラスと呼ばれるほどの人気を誇り、食器からランプにいたる多様な形で普及する。第一次世界大戦に伴う産業構造の変化や素材の研究やクリスタルガラスの研磨の技法の開発もあって、江戸切子の品質は大きく向上した。
当時のメーカーには佐々木硝子（後の佐々木クリスタル。現在の東洋佐々木ガラス）、岩城硝子（品川硝子製作所元職工長・岩城滝次郎が創立した日本初の民間洋式ガラス工場。現・AGCテクノグラス）、岡本硝子、各務鑛三の各務クリスタル硝子製作所（現・カガミクリスタル）などがあり、その他多くの問屋が存在した。
太平洋戦争中は平和産業のため制限下に置かれ、多くの職人も出征。残った職人たちは転業や疎開、またその加工技術から戦闘機向けガラス加工など軍需生産にも動員された。
戦後、主な生産地であった江東一体の下町は灰燼に帰し戦中の制限もあって業界は壊滅的打撃を受けていた。その荒廃の中から各メーカーや問屋に加え、新たに旧軍向け光学レンズからガラス食器に参入・技術転用し後に世界的なクリスタルガラスブランドへと発展した保谷硝子（現・HOYAクリスタル）などのカットグラス生産に切子職人たちが関わり復興していく。その背景にはGHQの進駐によるガラス食器の発注や海外向け高級シャンデリア等の輸出など「外貨獲得の戦士」と称された時代、さらに高度経済成長期など生活の洋風化に伴うグラス・花器・洋食器の普及・需要増があった。
復興・成長期を経た後は発達してきたロボット・マシンメイドによるカットグラス加工の機械化・量産化がメーカーで進むほか、格安な輸入品の増加によって職人の下請け加工は仕事量と質が大きな影響を受け始める。
1965年頃、ギヤマンや切子、カットガラスと呼ばれていた名称を「江戸切子」に統一した。これはブランド化を推進するためである。1985年に東京都伝統工芸品指定を受け、2002年に国の伝統的工芸品指定を受けた。
しかし円高不況による輸出の減少やバブル崩壊からの長期不況を受けメーカー・問屋・吹きガラス工場の廃業・撤退等も見られるようになり、クリスタルガラス素材を始めとする素材入手困難化や取引先・販路の縮小・変化が顕在化する。仕事量の減少は職人育成の余裕も減らす事となり、後継者の不足と高齢化の課題を抱えるなど複合的要因から廃業も多くなっている。

## 現在
多くの課題に対して、様々な試みをとりながら和の特色と個性を反映した日本のカットグラス・ガラス工芸として普及・生き残りを図っている。江戸切子協同組合では、伝統工芸江戸切子や地域ブランドの認定を受け活動している。
個々の職人や加工場では職人仕事・下請け加工からの転換・多角化としてイベント会社の行うデパート催事への参加、自社製品の卸販売化や店舗・ホームページを構えての直販、異業種・デザイナーとのコラボレーション、また若手の育成も試みられている。また、切子作家・カットグラス作家という活動も見られる。これは職人やその師弟が、下請け加工との兼業あるいは転業・独立して、個人として創作し日本伝統工芸展を始めとするコンペ・作品展への出品や教室・個展の開催等の活動を行うものである。これらの活動は、ガラスコースを持つ美術大学・専門学校のカリキュラム内やカルチャー教室の切子講座においてカットグラスの指導を受けた者が修了後に始めるケースも見られる。職人という仕事にはせず、趣味の一環としてや作家専従のケースが多い。
江戸切子は薩摩切子と違い、現在に至るまで継続している。その歴史は震災・戦災ほか幾多の困難を経ても途絶える事が無かったこと、また文様や用途も身近な庶民の暮らしとともに発展していったこと等から「庶民の育てた文化」ともいわれている。

## 技の系譜と職人組合
手仕事ということもあり、加賀屋やホープトマン等からの脈々と繋がる系譜があり職人・加工場・作家の師弟関係をたどることが出来る。
職人とその加工場・工房は東京都江東区・墨田区を中心として江戸川区・葛飾区や大田区、埼玉県の一部など東京東部の周辺で江戸切子だけでなく各種カットグラス加工やその下請け生産を行なっている。
業態には、グラスや器を中心に切子の各種紋様の装飾などを施す「切子」と多面体グラスやガラスの時計枠・灰皿・トロフィー・オブジェあるいはレンズ等の平面研磨をする「平物」（ひらもの）の大きく2つがある。
江戸切子職人・加工所間の同業組合として伝統工芸や地域団体商標の制度で江戸切子の認定を受けている江戸切子協同組合（旧称・東京カットグラス工業協同組合、江東区大島）があり、亀戸梅屋敷内でショールームの開設・展示販売・催事・広報・体験等の事業を行なっている。2008年（平成20年）、記念日として伝統的な模様の魚子（ななこ）にちなむ語呂合わせなどから7月5日を「江戸切子の日」と制定し、江戸切子が地場産業である墨田区出身で和ガラスコレクターのTHE ALFEE坂崎幸之助が、親善大使に就任した。2018年7月5日、親善大使委嘱10周年を迎える、 感謝状が贈呈された。

## 伝統工芸等の公式認定
- 1985年（昭和60年） - 東京都伝統工芸品に指定[10]。
- 2002年（平成14年） - 経済産業大臣指定伝統的工芸品に指定[11][12]（国による認定制度で、該当製品には「伝統証紙」が貼付される）。
- 2007年（平成19年）
  - 9月3日 - 中小企業による地域産業資源を活用した事業活動の促進に関する法律（中小企業地域資源活用促進法）における基本構想（東京都）において、支援対象となる地域資源のひとつとして認定。
  - 10月9日 - 地域団体商標登録。

いずれも表記は「江戸切子」であり、送り仮名「り」は含まれない。また、地域資源を除いて東京カットグラス工業協同組合に対しての認定。